# Jessica Kresa
Jessica Nora Kresa (Minneapolis, 6 de junho de 1978) é uma lutadora americana de wrestling profissional, árbitra e atriz, mais conhecida pelo nome no ringue de ODB (abreviação de One Dirty Bitch/Broad), que atualmente trabalha para a Total Nonstop Action Wrestling (TNA), onde foi por quatro vezes campeã feminina das knockouts. Kresa também é ex-campeã de duplas das knockouts, juntamente com Eric Young.

## Início da vida
O esporte base de Kresa foi o hóquei no gelo, que seu pai a incentivou a jogar. Ela era o capitão da equipe das primeiras meninas em sua escola e jogou na St. Cloud State University por dois anos. Ela começou a assistir wrestling profissional enquanto criança. Ela gostava de assistir lutadoras, como as The Killer Bees. Ela originalmente desejava estar no programa American Gladiators.  Kresa contratou um personal trainer, em antecipação de seu treinamento de wrestling.

## Carreira no wrestling profissional

### Início de carreira
Kresa começou sua carreira quando ela tentou sair para a primeira temporada do reality show da World Wrestling Federation, o Tough Enough. Ela ficou entre as 25, mas perdeu no final do show. De volta para casa em Minnesota, ela começou a treinar e logo estava lutando em promoções de wrestling independentes em todo o Centro-Oeste, de frente para os homens, como Ken Anderson e Shawn Daivari. Kresa recebeu sua primeira exposição nacional no início de 2003 como ODB, lutando contra Trinity na Total Nonstop Action Wrestling. Ela voltou para a TNA no início de 2004 como Poison e foi colocada em uma breve rivalidade com Trinity. Ela apareceu novamente na TNA durante outubro de 2004, derrotado Tracy Brooks.

### Ohio Valley Wrestling (2006-2007)

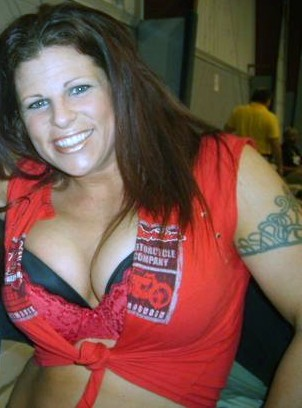
Kresa na Ohio Valley Wrestling.

Em 5 de junho de 2006, Kresa estreou na Ohio Valley Wrestling como uma vilã com o nome no ringue de ODB, perdendo para Daisy Mae. Três dias depois, ela perdeu para Mae em uma revanche, começando uma rivalidade entre as duas no processo. Depois de perder para Mae em um combate de duplas em 9 de junho, ODB finalmente derrotou ela em um combate de duplas em 16 de junho. Kresa então derrotou Mae em uma luta individual em 28 de junho para acabar a rivalidade. Em 12 de julho de 2006, ODB começou a declarar-se como a campeã feminina, apesar da OVW não reconhecer a campeã feminina na época. Ela repetidamente cortava discursos dizendo que ela era a nova campeã feminina ;  o proprietário da OVW Danny Davis admitiu e reconheceu o Campeonato Feminino como um título oficial. ODB perdeu o título para Serena Deeb em uma luta four-way em 13 de setembro de 2006. Na primavera de 2007, ODB ganhou a primeira coroa de "Miss OVW" com a ajuda de Victoria Crawford. Depois de Deeb perder o título para  Katie Lea, ODB se envolveu em uma rivalidade constante com ela que a levou a um combate entre as duas em 1 de junho de 2007, onde ODB recuperou o título e terminou o reinado de Lea. ODB perdeu o título pela segunda vez, quando ela perdeu para Milena Roucka em um combate six-way em 19 de setembro de 2007.

### Total Nonstop Action Wrestling (2007-2010)
Kresa foi contactada pela Total Nonstop Action Wrestling (TNA) para aparecer em seu per-view-pay anual Bound for Glory. Ela fez sua estreia no ringue nesse evento, participando de uma luta gauntlet de dez knockouts para coroar a primeira campeã feminina das knockouts. Ela foi eliminada por Roxxi Laveaux, e a luta acabou sendo vencida por Gail Kim. Ela foi originalmente reservada como uma vilã na divisão feminina, mas suas habilidades e palhaçadas cômicas "bêbadas" criaram reações positivas da multidão, resultando em uma gradual e natural transformação de ODB em uma mocinha.
No Impact! de 3 de janeiro de 2008, ODB ganhou uma luta gauntlet de oito knockouts para determinar a classificação da divisão das Knockouts. Em 17 de janeiro de 2008, ela derrotou Angelina Love e, em seguida, desafiou Awesome Kong pelo TNA Knockouts Championship no Against All Odds. Na ediçãode 24 de janeiro do Impact!, Kong atacou Gail Kim após esta ser nomeada a Knockout do ano de 2007, e quando Kong estava prestes a aplicar um Awesome Bomb em Gail, ODB veio até o ringue para salvá-la. No Against All Odds, ODB foi derrotada por Kong.  No Destination X, ela perdeu uma luta three-way, que incluía Kim e Kong. No Lockdown, ODB e Kim derrotaram Kong e Raisha Saeed. No mês seguinte, no Sacrifice, ODB participou das primeira luta "Make Over Battle Royal" das Knockouts, que também foi vencida por Kim.
Em meados de 2008, ODB começou a rivalizar com The Beautiful People (Angelina Love, Velvet Sky e Cute Kip), ao lado de Rhaka Khan e Rhino. Na edição de 30 de outubro do Impact!, ODB juntou-se com A.J. Styles, Samoa Joe, Jay Lethal, Consequences Creed, Petey Williams, Eric Young e The Motor City Machine Guns para formar uma facção de lutadores jovens para opor-se a The Main Event Mafia.
No Genesis, depois de obter o pinfall em uma luta de trios, foi anunciado que ODB receberia uma chance pelo TNA Women's Knockout Championship. Neste momento, ODB rivalizava com o  The Kongtourage com a maioria dos resultados vitoriosos. No Against All Odds ela sem sucesso, desafiou Awesome Kong eplo título das Knockouts. Na semana seguinte, no Impact!, ela fez um discurso sobre deixar "um cara de sorte passar a noite" com ela e no Destination X, ela escolheu Cody Deaner para seu encontro. Posteriormente, Deaner se tornou seu gerente. No Lockdown, ODB ganhou a luta Queen of the Cage. No dia 16 de agosto no Hard Justice, ODB e Deaner derrotaram Angelina Love e Velvet Sky em uma luta de duplas onde o Women's Knockout Championship de Love estava em jogo. Deaner fez o pinfall em Sky para, aparentemente, fazer de ODB a nova campeã, mas o duo então começou a discutir sobre quem era o verdadeiro campeão. No No Surrender, ODB derrotou Deaner para ganhar definitivamente o Women's Knockout Championship. Depois de defender com sucesso seu título contra Awesome Kong e Tara, ela agora enfrentou as duas em uma luta 3-way dance no Bound for Glory, onde mais uma vez ODB conseguiu manter seu título com sucesso.

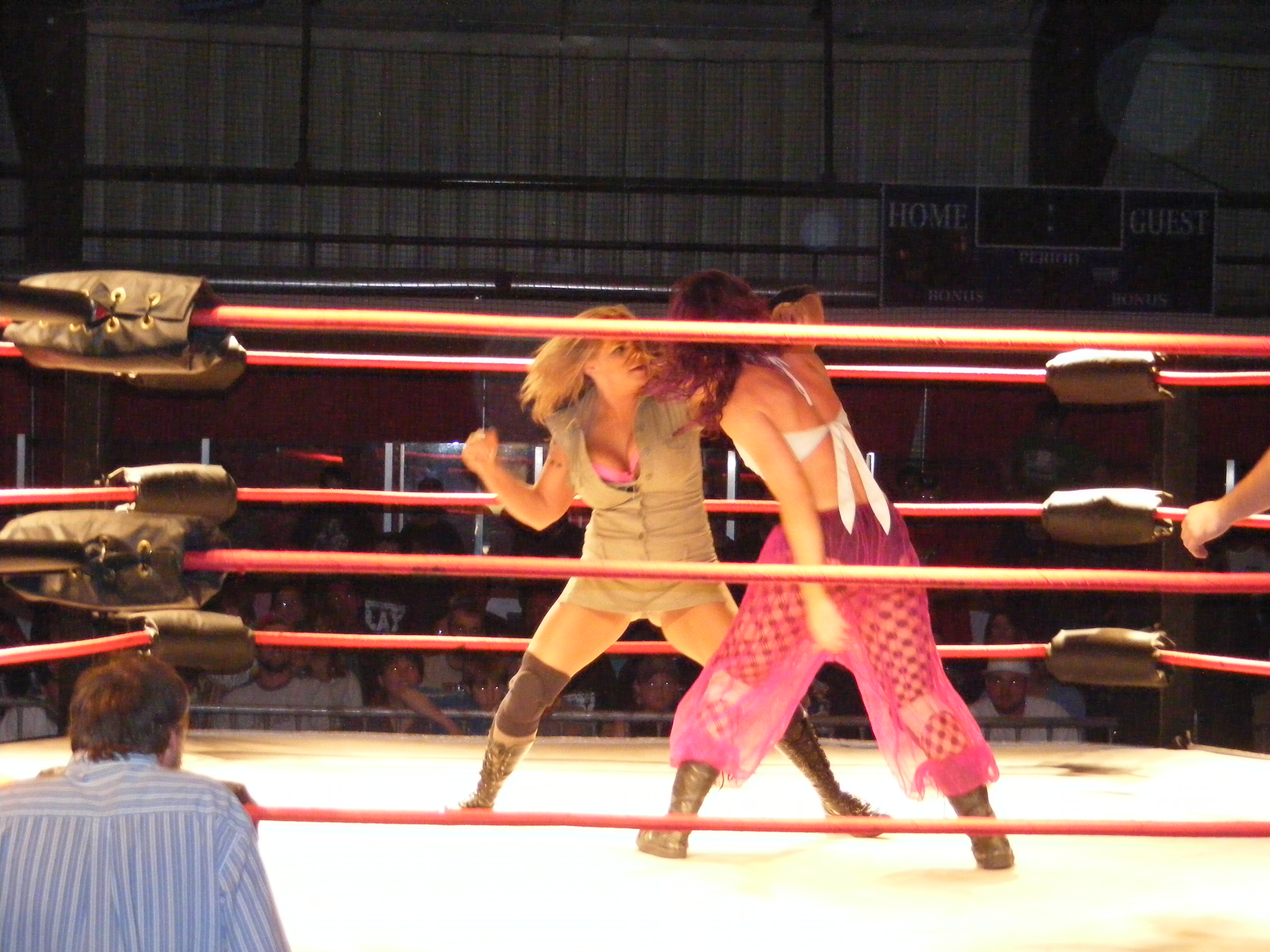
ODB em ação contra Roxxi.

Em 2 de novembro de 2009, Dixie Carter anunciou em seu Twitter que Kresa tinha assinado um novo contrato multi-ano com a empresa. Ela virou uma vilã pela primeira vez em mais de dois anos em 10 de dezembro depois de atacar Tara em um segmento nos bastidores. Em 20 de dezembro de 2009, no Final Resolution, ODB perdeu o título das Knockouts para Tara. Em 31 de dezembro, no especial de quatro horas do Impact!, ODB ganhou um torneio de oito Knockouts, derrotando Traci Brooks e Awesome Kong nas primeiras rodadas, e mais tarde Hamada na final para ganhar uma chance pelo Women's Knockout Championship na edição de 4 de janeiro do Impact!. Nesse dia, ODB derrotou Tara para recuperar o Campeonato feminino das Knockouts. Duas semanas depois, no Genesis, ODB perdeu o título de volta para Tara em uma luta de duas quedas.
Em 14 de junho de 2010, Kresa anunciou em seu Twitter que ela tinha se desligado da TNA.

### Retorno a TNA (2011-presente)

#### Retorno e parceria com Jacqueline (2011)

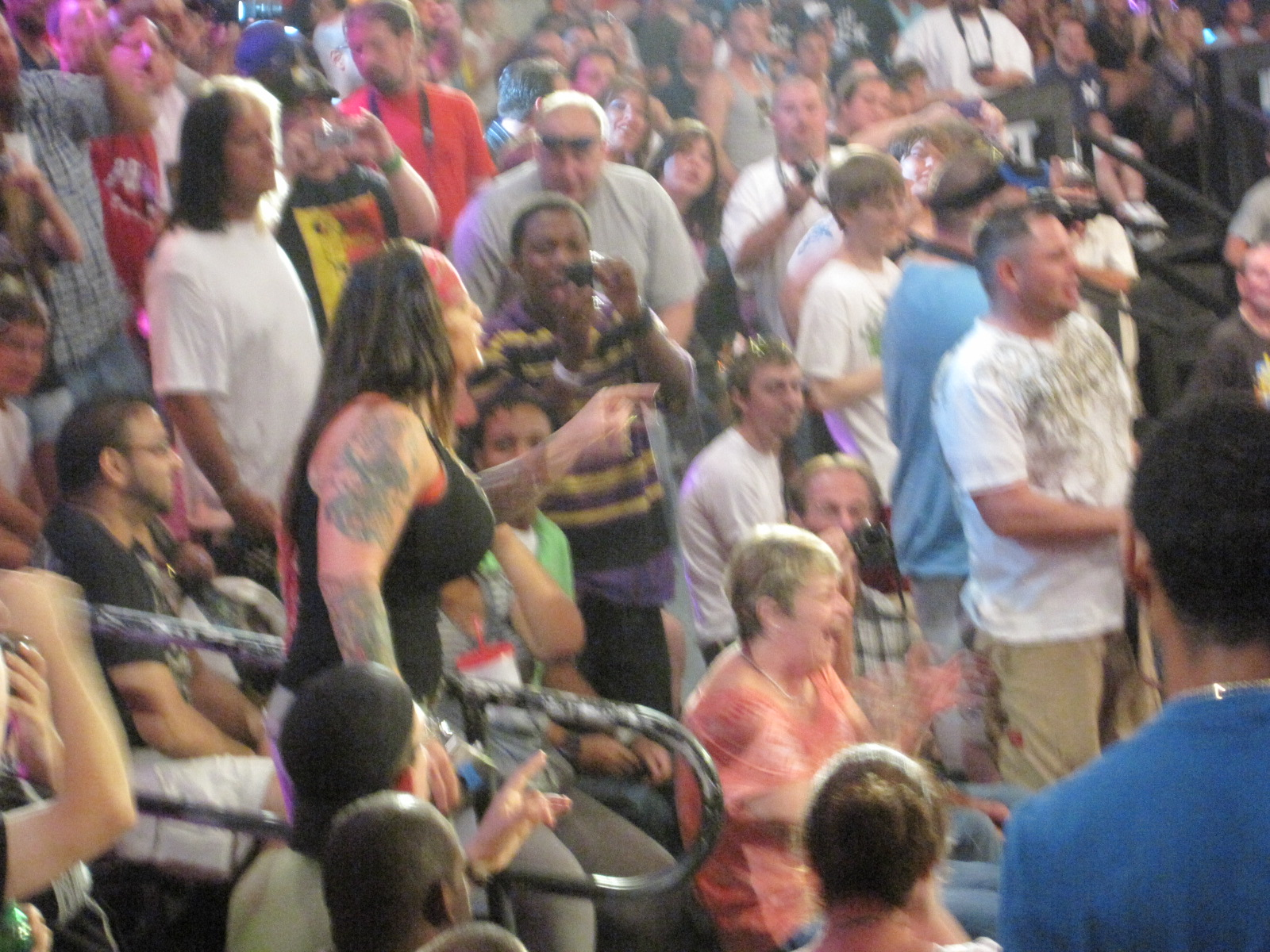
ODB retornando para a TNA.

Em 15 de fevereiro de 2011, nas gravações da 24 de fevereiro do Impact!, ODB voltou a TNA por uma noite, respondendo ao desafio aberto de Madison Rayne por uma luta pelo Women's Knockout Championship, perdendo para ela na sequência.
Ela fez sua próxima aparição em 16 de maio nas gravações de 19 de maio da edição do recém-batizado Impact Wrestling atacando Velvet Sky, alegando que tinha sido despedida por causa dela, estabelecendo-se, assim, como uma vilã. Na história, ODB não estava sob contrato com a TNA e teve de fazer suas entradas em lutas no meio da multidão, sem música de entrada. ODB e Sky se enfrentaram em uma luta simples em 9 de junho na edição do Impact Wrestling, com Sky saindo vitoriosa. Na semana seguinte, ODB  custou a Sky e Ms. Tessmacher seu combate pelo TNA Knockouts Tag Team Championship e, em seguida, atacou Sky juntamente com sua nova parceira, Jacqueline. Na semana seguinte, ODB e Jacqueline derrotaram Sky e Tessmacher em uma luta de duplas. Em 28 de junho nas gravações da edição de 7 de julho do Impact Wrestling, Sky derrotado tanto ODB e Jacqueline ema luta dois contra um, forçando ambos sair da TNA conforme a estipulação da luta. No entanto, ODB, juntamente com Jacqueline, voltaram ao Impact Wrestling em 21 de julho, mais uma vez atacando Velvet Sky antes de sua luta pelo Women's Knockout Championship de Mickie James. Elas acabariam por ser atacadas pela retornada Traci Brooks, antes de ser escoltada para fora da arena por policiais. Na edição de 18 de agosto do Impact Wrestling, ODB e Jacqueline mudaram suas atitudes, abandonando suas palhaçadas de vilãs, para primeiro obter contratos com a promoção. Depois de várias semanas de trabalho como mocinhas, foram assinados contratos com ODB e Jacqueline pela nova chefe da divisão das Knockouts, Karen Jarrett, na edição de 1 de setembro do Impact Wrestling. ODB voltou ao Impact Wrestling na edição de 17 de novembro, participando de uma luta gauntlet, que foi ganha por Mickie James.

#### Relacionamento com Eric Young (2011-presente)
Na edição de 22 de dezembro do Impact Wrestling, ODB fez parceria com Eric Young no Wild Card Tournament, avançando para as semifinais após uma vitória sobre Anarquia e Shannon Moore. Na semana seguinte, o time foi eliminado do torneio por Magnus e Samoa Joe. Após esta perda, ODB iria começar um relacionamento (no enredo) com Young e os dois iriam começar uma rivalidade com Angelina Love e Winter. Young e ODB derrotaram Love e WInter em uma luta de duplas na edição de 26 de janeiro do Impact Wrestling. Em 8 de março no Impact Wrestling, ODB e Young derrotaram Gail Kim e Madison Rayne para vencer o TNA Knockouts Tag Team Championship. Após a luta, ODB aceitou a proposta de casamento de Young. ODB e Young fizeram sua primeira defesa do título, duas semanas depois, quando derrotram Mexican America (Rosita e Sarita). A cerimônia de casamento entre ODB e Young ocorreu em 12 de abril no Impact Wrestling. Três dias depois, no Lockdown, ODB e Young derrotaram Rosita e Sarita em uma luta numa jaula de aço para reter o Knockouts Tag Team Championship. Em 19 de julho, ODB e Young tornaram-se como os mais longos campeões de duplas das Knockouts na história, superando o reinado de Beautiful People de 141 dias. ODB fez seu retorno no ringue em 30 de agosto no Impact Wrestling, derrotando Madison Rayne. No episódio de 18 de outubro do Impact Wrestling, ODB derrotou a nova campeã feminina das Knockouts  Tara em um combate sem o título em jogo. Em 11 de novembro no Turning Point, ODB e Eric Young derrotaram Tara e seu namorado Jesse em uma luta de duplas mistas. Em abril de 2013, ODB voltou à televisão como a nova árbitra da Divisão das Knockouts. Em 20 de junho no Impact Wrestling, foram retirados de ODB e Young o Knockouts Tag Team Championships por Brooke Hogan devido a Young ser um homem, terminando o seu reinado recorde de 478 dias.
No episódio de 25 de julho do Impact Wrestling, ODB foi a árbitra da luta pelo Women's Knockout Championship entre a campeão Mickie James e Gail Kim, onde Kim deu um tapa em ODB depois dessa fechar os olhos durante um pinfall sujo, de modo que James manteve o título, começando uma rivalidade entre ODB e Kim. ODB voltou à ação no ringue na semana seguinte, onde ela lutou contra Kim em um combate que acabou em dupla contagem. No dia 15 de agosto no Impact Wrestling: Hardcore Justice, ODB derrotou Kim em uma luta three-way hardcore que também incluiu Mickie James. Na semana seguinte, ODB foi derrotada por Kim em uma luta individual. ODB e Kim se enfrentaram mais uma vez em um combate para definir a candidata número um pelo Women's Knockout Championship em uma luta de duas quedas no episódio de 29 de agosto do Impact Wrestling, que ODB ganhou. Três semanas mais tarde, no Impact Wrestling de 19 de setembro, ODB derrotou Mickie James para se tornar pela quarta vez campeã feminina das knockouts. No dia 20 de outubro no Bound for Glory, ODB perdeu o título para Gail Kim em uma luta three-way, também envolvendo Brooke, depois de uma interferência de Lei'D Tapa. ODB recebeu sua revanche em 31 de outubro no episódio do Impact Wrestling, mas foi novamente derrotada por Kim.

## Vida pessoal
Kresa esteve previamente envolvida em um relacionamento com o colega e lutador profissional Ken Anderson, mais conhecido pelos seus nomes no ringue de Mr. Kennedy e Mr. Anderson.

## Outras mídias
Em 2011, Kresa estrelou ao lado dos lutadores e companheiros Kurt Angle, James Storm, Matt Morgan, Rhino e Sid Eudy no filme de terror Death from Above.
Kresea apareceu em 23 de junho de 2013 em um episódio do show Off the Hook: Extreme Catches do Animal Planet, que é apresentado por Eric Young.

### Filmologia
| Ano  | Título                 | Papel     | Notas            |
| ---- | ---------------------- | --------- | ---------------- |
| 2011 | Death from Above       | Marge     | Estreia do filme |
| 2011 | How to Score Your Life | Ela mesma |                  |

## No wrestling
- Movimentos de finalização
  - Bam (Fireman's carry cutter)[24][68][69] – 2009–presente
  - Dirty Dozen (Twelve face smashes into the top turnbuckle seguido por um diving Thesz press)[1][3]
  - Trailer Park Shooter (Cloverleaf elevado) - 2013-presente
  - Running powerslam[70]
  - Wrist-lock sitout side slam[71] – 2008
- Movimentos secundários
  - Bearhug[72]
  - Body avalanche[71]
  - Bronco Muncher / Carpet Buster (Bronco buster)[73][74]
  - Fallaway slam seguido de um kip-up[71]
  - Missile dropkick[1]
  - Multiple chops[4]
  - Spear[75]
- Lutadores que gerenciou
  - Mike Mizanin[1]
  - Cody Deaner[1]
  - Eric Young[76]
- Temas de entrada
  - "Move Bitch" por Ludacris (IWA–MS)
  - "Bossy" por Kelis (OVW)
  - "Park It" por Dale Oliver (TNA)[77]
  - "I'm About to Freak" por Dale Oliver (TNA)[78]

## Campeonatos e prêmios
- Midwest Pro Wrestling
  - MPW Cruiserweight Championship (1 vez)[4]
- Ohio Valley Wrestling
  - OVW Women's Championship (2 vezes)[8]
  - Miss OVW (2007)[10]
- Pro Wrestling Illustrated
  - PWI classificou-a em #14 das 50 melhores lutadoras femininas no PWI Female 50 em 2008[79]
- Steel Domain Wrestling
  - SDW Women's Championship (1 vez)[4]
- Texas Wrestling Federation
  - TWF Women's Championship (1 vez)
- Total Nonstop Action Wrestling
  - TNA Knockouts Tag Team Championship (1 vez) – com Eric Young[50]
  - TNA Knockouts Championship (Lista de campeãs das Knockouts da Impact Wrestling4 vezes]])[80]
  - Knockout of the Year (2009)
  - New Year's Knockout Eve Tournament (2010)
  - Queen of the Cage (2009)
- United States Wrestling Organization
  - USWO Television Championship (1 vez)[1]

### Artes marciais mistas
| 0-1-0 (vitórias-derrotas-empates) |              |                    |                  |                     |       |       |
| Resultado                         | Oponente     | Método             | Título do Evento | Data                | Round | Tempo |
| Derrota                           | Kelly Kobold | Submissão (Armbar) | ROF 9 – Eruption | 9 de agosto de 2003 | 1     | N/A   |